# ディズニーマニア6
『ディズニーマニア6』 (Disneymania 6) は、ディズニーマニアシリーズ第6作のコンピレーション・アルバムである。
アメリカ合衆国で2008年5月20日に発売され、日本で6月25日に発売された。

## 概要
『ディズニーマニア6』はディズニーマニアシリーズ第6作として発売された。
ディズニーによる長編アニメーション映画で使用された楽曲をディズニー・チャンネル出演者をはじめとするアーティストによってカバーされた楽曲が収録されている。参加アーティストはミッチェル・ムッソ、エミリー・オスメント、デミ・ロヴァート、チーター・ガールズ、コルビー・キャレイ、セレーナ・ゴメス、ビリー・レイ・サイラス、エリオット・ヤミン、イライジャ・ケリー、ドリュー・シーリー、キキ・パーマー、プレイン・ホワイト・ティーズ、ニッキー・ブロンスキーなどである。
全米アルバムチャートビルボード200で第22位、ビルボードTop Kid Audioで第1位を記録する。

## 収録曲
| #  | 邦題曲名                         | 原題曲名                             | アーティスト                              | 映画                                 | 時間 |
| -- | -------------------------------- | ------------------------------------ | ----------------------------------------- | ------------------------------------ | ---- |
| 1  | 君がいないと                     | "If I Didn't Have You"               | ミッチェル・ムッソ & エミリー・オスメント | モンスターズ・インク                 | 3:06 |
| 2  | 想いを伝えて                     | "That's How You Know"                | デミ・ロヴァート                          | 魔法にかけられて                     | 3:12 |
| 3  | いつか王子様が                   | "Some Day My Prince Will Come"       | チーター・ガールズ                        | 白雪姫                               | 3:27 |
| 4  | キス・ザ・ガール                 | "Kiss the Girl"                      | コルビー・キャレイ                        | リトル・マーメイド                   | 3:16 |
| 5  | 町のクルエラ                     | "Cruella de Vil"                     | セレーナ・ゴメス                          | 101匹わんちゃん                      | 3:21 |
| 6  | リアル・ゴーン                   | "Real Gone"                          | ビリー・レイ・サイラス                    | カーズ                               | 3:32 |
| 7  | 愛を感じて                       | "Can You Feel the Love Tonight"      | エリオット・ヤミン                        | ライオン・キング                     | 5:22 |
| 8  | ヒー・リブズ・イン・ユー         | "He Lives in You"                    | イライジャ・ケリー                        | ライオン・キング2 シンバズ・プライド | 3:59 |
| 9  | ユール・ビー・イン・マイ・ハート | "You'll Be in My Heart"              | ドリュー・シーリー                        | ターザン                             | 3:36 |
| 10 | 星に願いを                       | "When You Wish upon a Star"          | ケイト・ヴォーグル                        | ピノキオ                             | 2:45 |
| 11 | リフレクション                   | "Reflection"                         | キキ・パーマー                            | ムーラン                             | 3:37 |
| 12 | もし象が空を飛べたら             | "When I See an Elephant Fly"         | プレイン・ホワイト・ティーズ              | ダンボ                               | 1:52 |
| 13 | エバー・エバー・アフター         | "Ever Ever After"                    | ジョーダン・プルーイット                  | 魔法にかけられて                     | 3:12 |
| 14 | お洒落は私の切り札               | "My Strongest Suit"                  | ケイシー・ストロー                        | アイーダ                             | 3:49 |
| 15 | 夢はひそかに                     | "A Dream Is a Wish Your Heart Makes" | ニッキー・ブロンスキー                    | シンデレラ                           | 4:01 |

## チャート成績
| チャート (2008年)  | 最高順位 |
| ------------------ | -------- |
| 米国 ビルボード200 | 22       |
| 米国 Top Kid Audio | 1        |